# Itália csókja
Az Itália csókja (eredeti cím: A Month by the Lake, azaz Egy hónap a tónál) 1995-ben bemutatott amerikai–brit romantikus filmvígjáték, melyet H. E. Bates azonos című novellája alapján John Irvin rendezett. A főbb szerepekben Vanessa Redgrave, Edward Fox és Uma Thurman látható.
A film egyes jeleneteit a Comói-tónál és környékén (Varenna, Bellagio, Lierna) forgatták.

## Cselekmény
A főszereplő "vénkisasszony", Miss Bentley először 1913-ban töltötte az egész nyári szünetet az olaszországi Comói-tó partján, még az első világháború előtt. Most, 1937-ben, apja nemrég bekövetkezett halála után visszatér a tóhoz, hogy egyedül töltse el egy hónapos vakációját.
A mindig életvidám hölgy számára ez a nyár alapvető változásokat hoz a második világháború előtti utolsó, igazán békés évben. A villába ugyanis új nyaraló érkezik egy sármos úriember, Wilshaw őrnagy személyében. A nyugdíjas katonatiszt eleinte nem tanúsít különösebb érdeklődést Miss Bentley iránt. Annál inkább leköti a figyelmét egy fiatal nevelőnő, Miss Beaumont, aki némi bizsergető kalandot keresve flörtölni kezd a női nemmel általában nehezen boldoguló Wilshaw-val.

## Szereplők
| Szerep           | Színész            | Magyar hang   |
| ---------------- | ------------------ | ------------- |
| Miss Bentley     | Vanessa Redgrave   | Andai Györgyi |
| Wilshaw őrnagy   | Edward Fox         | Ujréti László |
| Miss Beaumont    | Uma Thurman        | Götz Anna     |
| Signora Fascioli | Alida Valli        | Bókai Mária   |
| Vittorio Balsari | Alessandro Gassman | Széles Tamás  |

## Díjak és jelölések
1996-ban Redgrave-et Golden Globe-díjra jelölték legjobb női főszereplő (filmmusical vagy vígjáték) kategóriában.